# Ару (Демавенд)
Ару (перс. آرو‎) — село на севере Ирана, в остане Тегеран. Входит в состав шахрестана Демавенд. Является частью дехестана (сельского округа) Эбершиве бахша Меркези.

## География
Село находится в восточной части остана, у подножия горного хребта Зарин-Кух, к северу от автодороги 79, на расстоянии приблизительно 30 километров (по прямой) к востоку от города Демавенд, административного центра шахрестана. Абсолютная высота — 2341 метр над уровнем моря.

## Население
По данным переписи 2006 года население села составляло 1057 человек (520 мужчин и 537 женщин). В Ару насчитывалось 304 домохозяйства. Уровень грамотности населения составлял 68,6 %. Уровень грамотности среди мужчин составлял 74,2 %, среди женщин — 63,1 %.
В 2016 году в селе имелось 276 домохозяйств и проживал 841 человек (439 мужчин и 402 женщины).
Среди жителей распространён диалект демавенди мазандеранского языка.